# Томін Олексій
То́мін Олексі́й Гео́ргійович (30 липня 1961 — 16 вересня 2016) — український художник, майстер міського архітектурного пейзажу, історичного філософсько-духовного фігуративного живопису. Працював у техніці акварелі, олійного живопису та оригінальній техніці, використовуючи фактуру деревини. Особливе місце в творчості займав монументальний розпис.

## Біографія
Народився 30 липня 1961 року у Києві (Україна) в родині київської інтелігенції (біологів-науковців). В дитинстві (з 1965 р. по 1976 р.) займався у київській дитячій мистецькій студії художника Н. О. Осташинського.
У 1980 році з відзнакою закінчив відділення дизайну Київського художньо-промислового технікуму (тепер — Київський державний інститут декоративно-прикладного мистецтва і дизайну ім. М. Бойчука) (майстерня І. Т. Волкотруба) та отримав спеціальність художник-дизайнер
У 1986 закінчив Київський Державний Художній Інститут (тепер — Національна Академія образотворчого мистецтва і архітектури), за фахом — художник-архітектор, майстерня проф. Б. І. Приймака у Г. Ф. Добровольської. Після інституту, ще в армії займається графікою та ілюстраціями до різних літературних творів (Булгакова, О.Гріна, С.Томпсона тощо.) З 1988 року бере активну участь у виставковій діяльності спочатку як художник-графік (і в національну спілку художників України вступає як графік); згодом як живописець. Співпрацює з «Укрдіафільмом», видавничим домом «Економіст» та іншими видавництвами як художник-ілюстратор. Як художник-архітектор створює ряд монументальних розписів, вітражних композицій та мозаїчних панно для клубів, робочих столових, трипільського дитячого будинку, київського медичного інституту та інших громадських закладів.
З 2003 року член спілки художників України.

## Творчий доробок
Постійну, трепетну любов до акварельного живопису пронесе через все життя, створивши понад 1000 робіт, які розлетілись по всьому світу.
Згодом захоплюється олійним живописом і створює ряд персональних виставок де оспівує красу рідного міста Києва, красу України, красу жіночої душі та тіла; де реагує на різні історичні події та події сьогодення.
Роботи зберігаються у музеях міста Нешвілл (США) та Бохум (Німеччина), у приватних колекціях понад тридцяти країн світу, а також у колекції митрополита Володимира (Сабодана), прикрашають приміщення Адміністрації Президента України та готелю «Київський».

### Виставки
1989 р.— Персональна виставка, будинок культури «Арсенал», Київ
1989—1990 рр.— Виставка «Художник і книга», Республіканська виставка (Будинок художника), Київ
1995 р.— Персональна виставка, галерея «Мистецтво», Київ
1996 р.— Виставка «Мальовнича Україна», Рівне
1997 р.— Виставка «Київський пейзаж-97»
(Галерея Київської Спілки художників)
1997 р.— Виставка «Ню-97» (Галерея Київської Спілки художників)
1998 р.— Виставка «Мальовнича Україна», Луганськ
1999 р.— Виставка «Мальовнича Україна», Черкаси
2000 р.— Виставка «Мальовнича Україна», Хмельницький
2001 р.— Виставка "Золота колекція «Нефу» (галерея «Неф»), Київ
2001 р.— Виставка «Мальовнича Україна», Івано-Франківськ
2001 р.— Виставка «Лавра очима художників» (галерея"Неф"), Київ
2001—2002 рр.— Виставка «Новорічний калейдоскоп» (галерея «Неф»), Київ
2002 р.-Персональна виставка «Той, що доносить молитву» (галерея «Неф»), Київ
2003 р.— Виставка «Вам присвячується» (галерея «Неф»), Київ
2003 р.— Виставка «Осінь-2003» (Будинок художника), Київ
2003 р.— Персональна виставка, галерея «Мистецтво», Київ
2004 р. — Виставка «Мальовнича Україна», Севастополь
2004 р. — Виставка-конкурс ім. Герогія Якутовича
2006 р. — VI Міжнародна ювелірна виставка, Київ.
2006 р. — «Арт-Київ 2006»
2007 р. — Благодійна виставка-аукцион, Київ
2007 р. — «Арт-Київ 2007»
2008 р. — Виставка-аукціон присвячена дню народження Т. Г. Шевченка Київ «Дім вчителя»
2008 р. — Виставка присвячена В. Висоцькому театр «Сузір'я», Київ
2008 р. — Виставка-конкурс ім. Герогія Якутовича
2010 р. — «Арт-Київ 2010»
2011 р. — «Art Expo Ukraine 2011»
2011 р. — Персональна виставка в Індійському культурному центрі
2011 р. — Ювілейна виставка «Художники малюють Лавру»
2012 р. — Виставка «10 років Українському дому» Київ
2012 р. — Персональний проект «Окна с видом на…» (галерея New Gallery), Київ
2013 р. — Виставка «Київ назавжди» (Музей історії міста Києва)
2013 р. — Виставка 23-ого благодійного аукціону в підтримку культурно-історичної спадщини міста Києва (Музей історії міста Києва, салон «Єпоха»)
2013 р. — Персональна виставка «Гавань» (арт-галерея «Візантія»), Київ
2013 р. — Виставка «Жінка», та «Зимовий пейзаж» (Будинок письменників), Київ
2014 р. — Виставка 25-ого та 26-ого партнерського аукціону (Музей історії міста Києва, салон «Єпоха»)
2014 р. — Персональна виставка «Віддзеркалення» (арт-галерея «Візантія»), Київ
2015 р. — Персональна виставка «Весь світ — театр» (арт-галерея «Візантія»), Київ
2015 р. — Персональна виставка «Колір міста» (центр сучасного мистецтва «М-17»), Київ
2016 р. — Виставка 27-ого та 28-ого партнерського аукціону (Музей історії міста Києва, салон «Єпоха»)